# Husum (Kopenhagen)
Husum ist ein Stadtteil der dänischen Hauptstadt Kopenhagen. Es gehört zum Stadtbezirk Brønshøj-Husum. Husum liegt sieben Kilometer vom Stadtkern entfernt.

## Geschichte
Husum war im Mittelalter ein Dorf. Im Jahr 1782 bestand es aus 17 landwirtschaftlichen Betrieben. 1901 wurde Husum mit Kopenhagen verschmolzen. Ab 1924, als die Linie 5 verlängert wurde, wurde das Gebiet von der Straßenbahn Kopenhagen bedient.

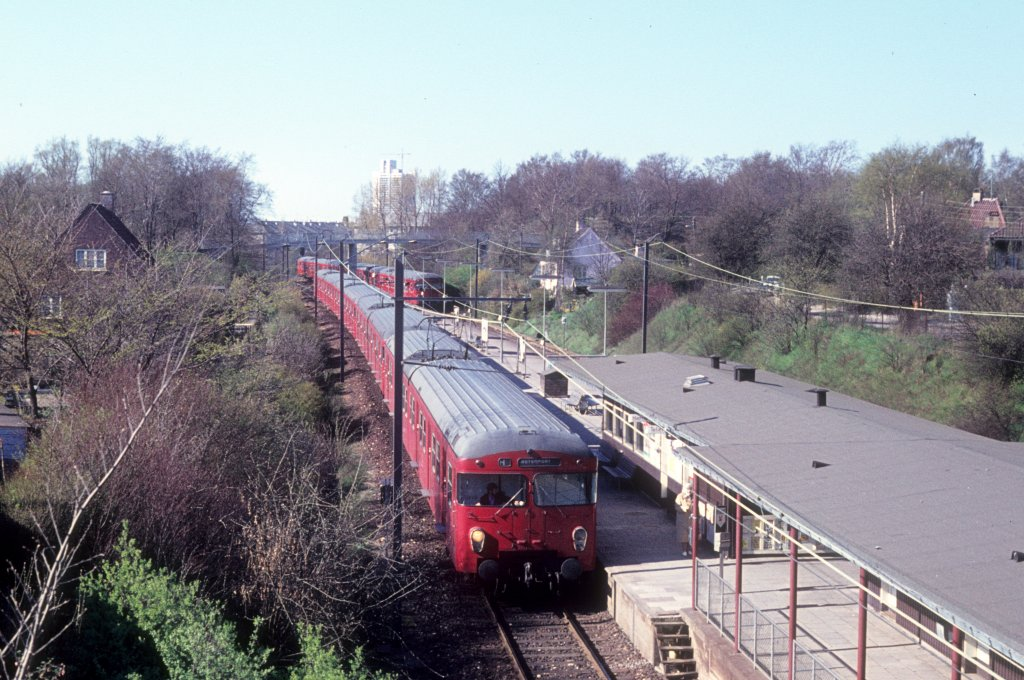
S-Bahn-Station Husum

## Transport
Im Stadtbezirk Brønshøj-Husum ist die Station Husum die einzige S-Bahn-Station. Husum Torv ist ein Drehkreuz für den Busverkehr. Es wird von den Buslinien 5A, 200S, 350S, 22, 132, 166 und 81N bedient.